# Bushcrafting

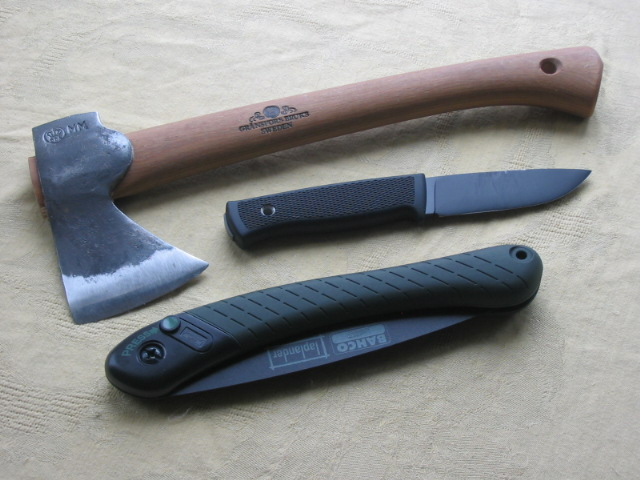
Typische Bushcraftwerkzeuge: Beil, Messer und Säge

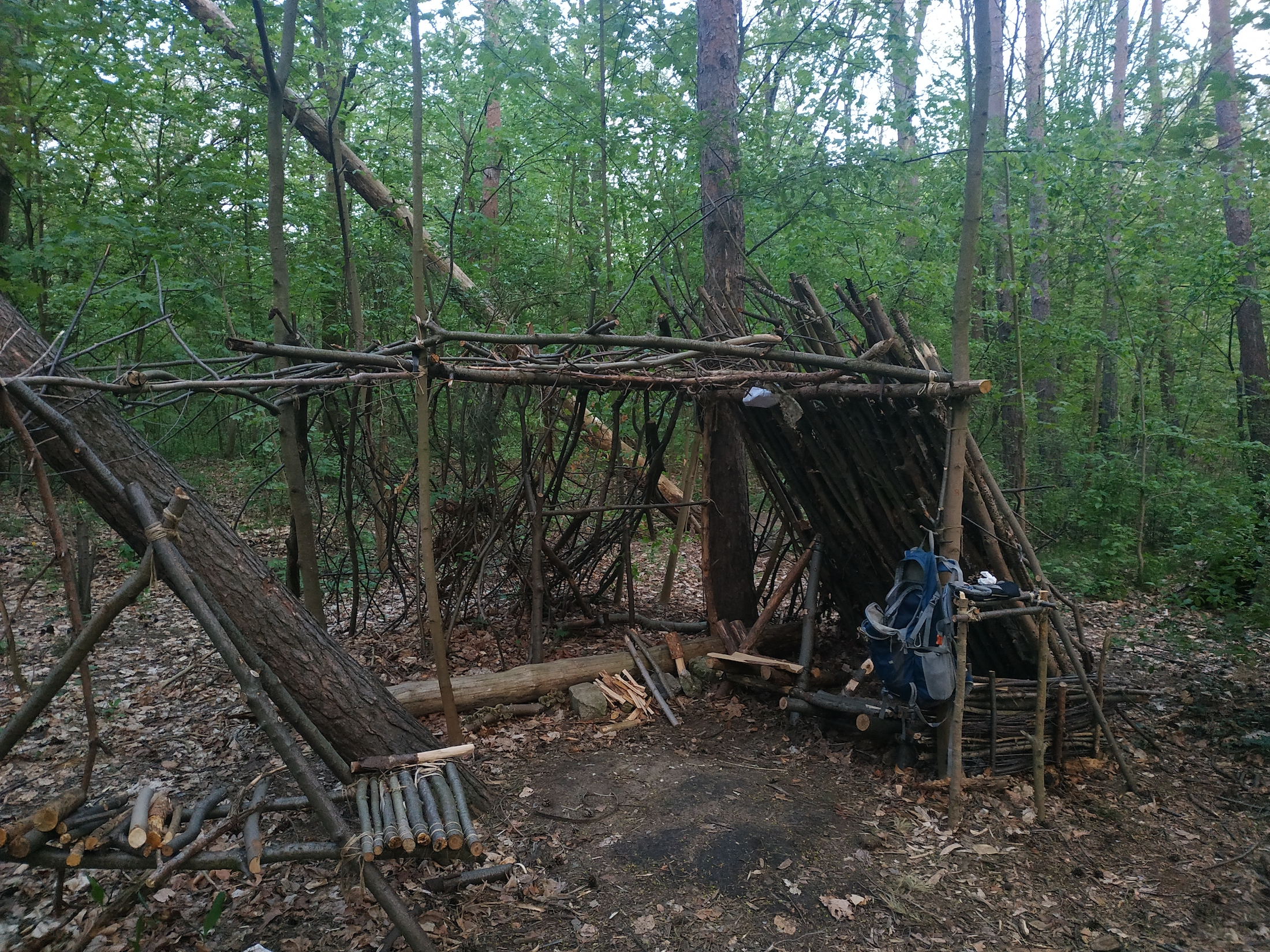
Bushcraft-Camp mit Sitzgelegenheiten

Bushcrafting (von den englischen Wörtern bush, dt. Busch, und craft, dt. Handwerk, Fertigkeit; also zu Deutsch etwa Buschhandwerk oder Buschfertigkeit) bezeichnet die Beschäftigung mit und vor allem die Erprobung, Optimierung und Nutzung von allen Fertigkeiten, Techniken und handwerklichen Tätigkeiten, die für das Überleben oder einen längeren Aufenthalt in der Natur (im engeren Sinne hauptsächlich im Wald, daher „bush“) nützlich sein können.
Wie die englische Begriffsbildung nahelegt, ist die Ausübung außerhalb der urbanen Zentren und deren suburban, vorgelagerten und agrikulturell geprägten Landschaften und Siedlungszonen in den englischsprachigen und dominierten Ländern Nordamerikas, des südlichen Afrikas, Australien und Neuseeland verortet. In diesen Gesellschaften sind die Prägungen durch die Pionierzeit bis heute wirksam in der Wahrnehmung des „Bush“ oder des „Outback“, in das man sich begibt, um zu jagen, Fallen zu stellen oder Holz zu schlagen. Das deutsche Äquivalent ist das „Hinterland“.
Entgegengesetzt zum modernen Begriff des populären Survivals, aus einer Notsituation möglichst schnell und effizient heraus zurück in die Zivilisation zu gelangen, handelt es sich beim eingedeutschten „bushcraften“ um das auch bequeme oder bewusst genussbringende temporäre Leben und Arbeiten in und mit der Natur. Bedingte thematische Überschneidungen bestehen zum Wandern oder Trekking etwa in Ausrüstungsbestandteilen, anders als bei den genannten ist beim Bushcrafting nicht das Erleben des Naturraumes per Strecke vordergründig, sondern das Verweilen an einer Stelle in Verbindung mit der handwerklichen Ausgestaltung der Stelle. In Deutschland bestimmen besonders die Naturschutz-, Wald- sowie Jagd- und Fischereigesetze des Bundes und der Länder den Umfang der legalen Ausübung, die genaue Gesetzgebung unterscheidet sich je nach Bundesland. So ist das Biwakieren in der Natur – außer in ausgewiesenen Schutzgebieten – meist legal, nicht jedoch das Campieren für mehrere Tage. Für legales Wildcamping stehen mehr als 173 offizielle Wildcamping-Plätze in Deutschland zur Verfügung.
Ebenso ist das Feuermachen und das Zubereiten von Mahlzeiten auf offenem Feuer streng untersagt, solange keine Genehmigung vorliegt. Ein offenes Feuer ist laut Definition sogar ein Teelicht. Wird doch ein Feuer entzündet, ist mit Bußgeldern bis zu 100.000 € Strafe (z. B. in Brandenburg) zu rechnen. Entsteht durch das Feuer ein Waldbrand, sieht das Strafgesetzbuch sogar Freiheitsstrafe vor. Die genauen Regelungen und Bußgelder zu Feuer im Wald sind in den jeweiligen Waldgesetzen der Bundesländer einsehbar.
Die Hauptfertigkeiten hierbei sind
- die Gewinnung und Zubereitung (bzw. Entkeimung) von Wasser und Nahrung,
- das Konstruieren von Unterschlüpfen (Wetterschutz etc.),
- die Orientierung in unbekanntem Gebiet,
- die Gewinnung von Feuer- und Bauholz, zum Beispiel mittels Batoning,
- das Entzünden von Feuer,
- das Herstellen von (Hilfs-)Werkzeugen, wie Hämmer, Grabstöcke oder Utensilien wie Körbe, Behältnisse, Seile etc.,
- das Herstellen von Konstruktionen, wie Dreibeine, Topfaufhängungen, Tischen, Feuerstellen,
- das Beherrschen der Knotenkunde und
- das (bedeutungsvolle) Thema „Erste Hilfe“ bzw. Behandlung von Verletzungen steht ebenso für viele Bushcrafter an prominenter Stelle.

Die Grundausrüstung sollte nach dem britischen Autor Raymond Paul Mears folgende Umstände berücksichtigen:
- womit man seine Ausrüstung trägt (z. B. Rucksack),
- worunter, worin und worauf man schläft (z. B. Hängematte oder Tarp),
- Navigations-Instrumente und -mittel (z. B. Kompass, Karte),
- worüber und worin man kocht und Mahlzeiten zubereitet,
- womit man Wasser trägt, woraus man trinkt und womit man isst,
- ferner, welche Nahrung nimmt man mit und welche die saisonale Natur bietet,
- Erste-Hilfe und Notfallmedikamente,
- welche Beleuchtung in der Nacht,
- Hygiene,
- Bekleidung,
- Dinge, die Komfort bieten, aber nicht notwendig sind

Als Werkzeuge unabdingbar sind ein geeignetes Schneidewerkzeug (Messer mit feststehender Klinge und Taschenmesser), Säge, Axt, Beil oder Hippe. Beim Führen von Messern in der Öffentlichkeit sind die geltenden Waffengesetze zu beachten. Als Sägen haben sich klappbare Astsägen bewährt oder die einfach herzustellenden Bock- oder Gestellsägen mit dem schmalen Blatt einer Bügelsäge. Für Beil/Axt und Hippe bestehen in Deutschland keine gesetzlichen Führungsverbote, wohl aber für den Gebrauch in Wäldern und Forsten (z. B. die Entnahme von lebendem Gehölz).